# 16514 Стівелія
16514 Стівелія (16514 Stevelia) — астероїд головного поясу, відкритий 11 листопада 1990 року.
Тіссеранів параметр щодо Юпітера — 3,169.